# Ажабачье
Ажаба́чье (Азабачье; ительм. Ажаба, Ажабе, в XVIII в. тж. Шантал) — проточное озеро на востоке полуострова Камчатка, располагается на территории Усть-Камчатского района. Относится к бассейну реки Камчатки. Занимает четвёртое место по площади среди камчатских озёр. Охраняется государством с 9 января 1981 года как памятник природы регионального значения «Озеро Ажабачье».
Название в переводе с ительм. — «белая рыба» или «месяц белой рыбы».

## Гидрография
Является крупным пресноводным озером Камчатки, его площадь составляет 63,9 км², площадь водосбора — 486 км². Длина озера составляет 13 км, ширина — 7 км, длина береговой линии — 37 км, средняя глубина — 18,2 м.
Предполагается, что озеро имеет морское реликтовое происхождение, поскольку в геологическом прошлом часть этой депрессии была залита морем. Озеро лежит на правом берегу реки Камчатки, в 6 км к югу от её русла, с которым сообщается посредством одноимённой протоки. От моря Ажабачье находится на расстоянии около 40 км. С запада, юга и востока озеро окружено горами.

### Водный режим
Озеро сковывается льдом к середине ноября, вскрывается в середине июня. Водоём имеет значительную площадь при относительно небольшой глубине, но при этом происходит резкое и устойчивое температурное расслоение. Температура воды у поверхности летом доходит до 14—16 °C.

### Состав воды
Вода озера чистая, высокой прозрачности; содержание кислорода высокое даже зимой. Вода Ажабачьего мягкая, слабоминерализованная, относится к гидрокарбонатному классу, кальциевой группе. рН 8,8—9,8.

## Фауна
Озеро является крупным нерестилищем нерки в бассейне реки Камчатка. Сюда также на нерест заходит в небольших количествах горбуша и кета. Также обитают девятииглая колюшка, арктический голец, кунджа, микижа, камчатский хариус, серебряный карась, амурский сазан, дальневосточная ручьевая минога, звездчатая камбала, сибирский усатый голец.
Через озеро проходит один из пролетных путей ряда видов птиц, оно служит и местом массового гнездования в основном для околоводных птиц.